# Stöchiometrie
Die Stöchiometrie (von gr. στοιχεῖον stoicheion „Grundstoff“ und μέτρον metron „Maß“) ist ein grundlegendes mathematisches Hilfsmittel in der Chemie. Mit ihrer Hilfe werden aus der qualitativen Kenntnis der Reaktanten und Produkte einer Reaktion die tatsächlichen Mengenverhältnisse (Reaktionsgleichung) und Stoffmengen berechnet. In der chemischen Umgangssprache bezeichnet Stöchiometrie nicht die (meist triviale) Berechnung, sondern deren Ergebnis.
Praktisch werden Reaktionen im Labor häufig „unstöchiometrisch“ durchgeführt: Mindestens ein Reaktant wird im Überschuss eingesetzt und wird folglich nicht vollständig umgesetzt. Bei Gleichgewichtsreaktionen kann auf diese Weise das Gleichgewicht auf die Seite der Produkte verschoben werden, was besonders von Bedeutung ist, wenn einer der Reaktanten wesentlich teurer als die anderen ist.

## Grundlagen
Die Berechnungsgrundlagen der modernen Stöchiometrie basieren (auch historisch betrachtet) auf folgenden Gesetzen:
- Gesetz der konstanten Proportionen
- Gesetz der multiplen Proportionen
- Massenerhaltungssatz

Die Gesetze der Stöchiometrie leiten sich also aus dem Wissen über den Aufbau der Materie aus Atomen und Molekülen her.

## Begriffe

### Stöchiometrische Bilanz
Bei den stöchiometrischen Rechnungen geht es darum, die Menge an Ausgangsstoff(en) (Reaktanten) zu berechnen, die bei einer chemischen Reaktion eingesetzt werden muss. Die Berechnung lässt sich umkehren, so dass man bei Kenntnis der Menge an Reaktant(en) die Menge an Produkt(en) bestimmen kann.
Um jede beliebige Reaktion bilanzieren zu können, wird zu einer allgemeineren Symbolschreibweise übergegangen. Für eine einfache chemische Reaktion lautet sie beispielsweise:
{\displaystyle \left|\nu _{1}\right|A_{1}+\left|\nu _{2}\right|A_{2}=\left|\nu _{3}\right|A_{3}+\left|\nu _{4}\right|A_{4}}
wobei {\displaystyle \nu _{i}} die stöchiometrischen Verhältniszahlen (auch stöchiometrische Koeffizienten genannt) sind, für die in der deutschen Norm DIN 32642 „Symbolische Beschreibung chemischer Reaktionen“ auch die Bezeichnung „stöchiometrische Zahl“ empfohlen wird.
Da sich für eine Reaktion unterschiedliche Reaktionsgleichungen aufstellen lassen
{\displaystyle \mathrm {\ CO+{\tfrac {1}{2}}\ O_{2}\longrightarrow \ CO_{2}} }   oder   {\displaystyle \mathrm {\ 2\ CO+\ O_{2}\longrightarrow \ 2\ CO_{2}} },
müssen vor der Bilanzierung die stöchiometrischen Verhältniszahlen festgelegt werden. Dabei gilt:
- Als Bezug wird stets die Reaktionsgleichung mit den kleinsten ganzen Zahlen als Verhältniszahlen gewählt.
- Reaktanten bekommen immer eine negative stöchiometrische Verhältniszahl.
- Produkte bekommen immer eine positive stöchiometrische Verhältniszahl.
- Begleitstoffe, die selbst nicht an der Reaktion teilnehmen (z. B. Katalysatoren), bekommen die stöchiometrische Verhältniszahl 0.

Bei der Reaktion verändern sich die Stoffmengen der Reaktanten in dem Maße, wie die stöchiometrischen Verhältniszahlen es vorgeben. Die stöchiometrische Bilanz für die Reaktanten i und k ergibt sich als:
{\displaystyle {n_{i,0}-n_{i} \over -\nu _{i}}={n_{k,0}-n_{k} \over -\nu _{k}}}
Darin sind die Stoffmengen mit null im Index vorher vorhanden, die ohne null die übrig gebliebenen Stoffmengen. Die Gleichung ist so formuliert, dass Zähler und Nenner positiv sind. Manche Autoren schreiben den Nenner auch mit Betragsstrichen.
Durch einfache Umformung erhält man für den diskontinuierlichen Prozess, genannt Satzbetrieb
{\displaystyle {n_{i,0}-n_{i} \over n_{k,0}-n_{k}}={\nu _{i} \over \nu _{k}}}
und entsprechend für den kontinuierlichen Prozess, genannt Fließbetrieb
{\displaystyle {{\dot {n}}_{i,0}-{\dot {n}}_{i} \over {\dot {n}}_{k,0}-{\dot {n}}_{k}}={\nu _{i} \over \nu _{k}}}
mit:   {\displaystyle {\dot {n}}={dn \over dt}}

### Umsatzvariable (ξ), auch Fortschreitungsgrad, veraltet Reaktionslaufzahl
Nach der Molaren Masse M und der Stoffmenge n ist die Umsatzvariable (Fortschreitungsgrad) {\displaystyle \xi } die wichtigste Größe (Definition) in Stöchiometrie und Chemischer Kinetik.
Dies liegt an der Art ihrer Definition, die so angelegt wurde, dass diese Größe alle an der Reaktion beteiligten Reaktionspartner/Stoffe („Reaktanden“) miteinander verbindet:
{\displaystyle \chi _{j}={\frac {\Delta n_{A}}{\nu _{A}}}={\frac {\Delta n_{B}}{\nu _{B}}}={\frac {\Delta n_{C}}{\nu _{C}}}={\frac {\Delta n_{D}}{\nu _{D}}}}

### Umsatz (Xi)
Der Umsatz Xi ist ein Begriff der chemischen Reaktionstechnik, der angibt, welcher Anteil des ursprünglichen eingesetzten Ausgangsstoffes i beim Verlassen des Reaktors durch chemische Reaktion in andere chemische Stoffe umgewandelt wurde. Etwas mathematischer ausgedrückt: Der Umsatz(grad) Xi ist der Anteil der umgesetzten Menge der Komponente i bezogen auf deren ursprünglich eingesetzte Menge ni,0, wobei ni die anschließend noch vorhandene Restmenge der Komponente i ist:
{\displaystyle X_{\mathrm {i} }={n_{\mathrm {i,0} }-n_{\mathrm {i} } \over n_{\mathrm {i,0} }}=1-{n_{\mathrm {i} } \over n_{\mathrm {i,0} }}}
Sind mehrere Ausgangsstoffe beteiligt, wird der Umsatzgrad per Konvention auf denjenigen Stoff bezogen, der limitierend ist bzw. im Unterschuss vorliegt.

### Ausbeute (YP)
Die Ausbeute YP ist ein Begriff der chemischen Reaktionstechnik, der die Menge eines Produkts P bezogen auf die eingesetzte Menge der Leitkomponente (k) angibt, also desjenigen Stoffes, der in geringerer Menge vorliegt als es der Stöchiometrie der Reaktion entspräche.
Für einen diskontinuierlichen Satzbetrieb gilt:
{\displaystyle Y_{P}={n_{P}-n_{P,0} \over n_{k,0}}\cdot {\left|v_{k}\right| \over v_{P}}}
Für einen kontinuierlichen Fluss- bzw. Durchflussbetrieb gilt entsprechend:
{\displaystyle Y_{P}={{\dot {n}}_{P}-{\dot {n}}_{P,0} \over {\dot {n}}_{k,0}}\cdot {\left|v_{k}\right| \over v_{P}}}

### Selektivität (SP)
Die Selektivität SP einer chemischen Umsetzung oder eines Reaktors ist ein Begriff der chemischen Reaktionstechnik, der angibt, welcher Anteil der umgesetzten Menge des Reaktants unter Berücksichtigung der Stöchiometrie in das gewünschte Zielprodukt umgesetzt wurde. In der Regel nämlich setzen sich nicht alle Moleküle des Ausgangsstoffs zu dem gewünschten Produkt um, da durch Folge- oder Konkurrenzreaktionen auch andere Produkte entstehen können:
{\displaystyle S_{p}={\mathrm {gebildete\;Menge} \,(k) \over \mathrm {umgesetzte\;Menge} \,(i)}={(n_{p}-n_{p,0})\cdot \left|v_{k}\right| \over (n_{k,0}-n_{k})\cdot v_{p}}={Y_{p} \over X_{i}}}

### Umsatz, Ausbeute und Selektivität
Kombiniert man die Definitionen für Umsatz, Ausbeute und Selektivität miteinander, erhält man einen einfachen Zusammenhang der drei Größen:
{\displaystyle Y_{P}=X_{i}\cdot S_{P}}
Das bedeutet, dass, wenn es nur eine mögliche Reaktion gibt (S=1), die Ausbeute Y automatisch gleich dem Umsatz X ist.